# West Wickham (Londyn)
West Wickham – dzielnica Londynu, w Wielkim Londynie, leżąca w gminie Bromley. Leży 16,4 km od centrum Londynu. W 2011 roku dzielnica liczyła 14 884 mieszkańców. West Wickham jest wspomniana w Domesday Book (1086) jako Wicheham.